# Österreich in den Vereinten Nationen
Österreich war bereits in der Zwischenkriegszeit Mitglied des Völkerbundes. Am 14. Dezember 1955 trat die Republik den Vereinten Nationen bei.

## Der Weg in die Vereinten Nationen
Österreich war dem Völkerbund 1920 beigetreten. Mit dem „Anschluss“ ans Deutsche Reich verschwand zwar ein Staat von der politischen Landkarte, endete jedoch nicht die Mitgliedschaft Österreichs in der ersten Weltfriedensorganisation. Keine Institution dieser Organisation hat sich je mit dem Anschluss Österreichs an das Deutsche Reich auch nur beschäftigt.
Am 27. April 1945 wurde die Wiederherstellung der „Republik Österreich“ proklamiert, und die eingesetzte provisorische Staatsregierung bekundete schon bald danach Interesse an einer Einbindung in die neu entstehenden Vereinten Nationen. „Abzug der Besatzungstruppen und Mitgliedschaft in den Vereinten Nationen“ waren die wichtigsten Ziele im ersten Jahrzehnt nach Kriegsende.
Der Beschluss für einen formellen Antrag auf Aufnahme in die Vereinten Nationen wurde von der österreichischen Bundesregierung am 24. Juni 1947 gefasst. Durch Widerstände innerhalb des Sicherheitsrates, vor allem von Seiten der Sowjetunion war ein Beitritt noch lange nicht möglich. Das Fehlen eines Staatsvertrages und somit der Status des Landes diente als Ablehnungsgrund, doch im Hintergrund war es mehr der sich abzeichnende Kalte Krieg zwischen Ost und West, der die Beitritte mehrerer Staaten verzögerte.
Österreich wurde jedoch ab September 1947 ein Beobachter am Hauptsitz der UNO in New York gewährt, und ab Juni 1953 eine ganze Beobachtermission. In dieser Zeit erhielt Österreich auch Zugang zu einigen UN-Sonderorganisationen.
Nach langem Ringen wurde am 15. Mai 1955 der österreichische Staatsvertrag von den Besatzungsmächten Großbritannien, Frankreich, Sowjetunion sowie den USA einerseits und Österreich andererseits unterzeichnet, und somit ein „souveräner, unabhängiger und demokratischer Staat“ wiederhergestellt. Unter den geänderten Rahmenbedingungen und in einem verbesserten internationalen politischen Klima empfahl der Sicherheitsrat am 14. Dezember 1955 die Aufnahme von insgesamt 16 Staaten und noch am selben Tag beschloss die Generalversammlung einstimmig, neben den anderen Staaten, Österreich als vollberechtigtes 70. Mitglied aufzunehmen.

## Neutralität
Die Österreichische Neutralität war eine sowjetische Bedingung für den Abschluss des Staatsvertrages gewesen und wurde vom Nationalrat am 26. Oktober 1955 als Bundesverfassungsgesetz beschlossen; einen Tag nachdem der letzte Besatzungssoldat österreichisches Territorium verlassen hatte. Das Gesetz wurde am 5. November 1955 rechtskräftig und erklärt eine immerwährende und bewaffnete Neutralität. Diese bildet bis heute eine wesentliche Grundlage für die Souveränität Österreichs.
Kurz darauf wurde Österreich als erster neutraler Staat in die Vereinten Nationen aufgenommen. Die Frage nach der Vereinbarkeit von Neutralität und UN-Mitgliedschaft, enthielt eine gewisse rechtliche und politische Brisanz, da diese Frage damals sehr kontrovers diskutiert wurde. Mittelpunkt der diesbezüglichen Diskussionen war die Beteiligung eines neutralen Staates an Zwangsmaßnahmen des Sicherheitsrates, bis zum Einsatz von militärischer Gewalt, gemäß Kapitel VII der Charta der Vereinten Nationen.
Österreich bemühte sich jedoch frühzeitig durch eine eigenständige „Neutralitätsvariante“ (Bruno Kreisky) darum, in den Vereinten Nationen als normales Mitglied aktiv und tatkräftig mitzuwirken.

## Mitarbeit
Der erste Ständige Vertreter Österreichs bei den Vereinten Nationen in New York nahm im März 1956 seine Arbeit auf. Zu Beginn konzentrierte Österreich seine Tätigkeiten auf das Plenum. Nach einer gewissen zurückhaltenden Neutralitätspolitik in den ersten Jahren wurden die Aktivitäten in der Generalversammlung ab Mitte der sechziger Jahre stetig ausgeweitet.
Die Wahl Kurt Waldheims zum Generalsekretär der Vereinten Nationen im Dezember 1971 durfte als Anerkennung des österreichischen Auftretens in der Organisation angesehen werden. 1976 wurde er für weitere fünf Jahre wiedergewählt, eine Wahl für eine weitere Periode scheiterte 1981 am Widerstand der Volksrepublik China.
Die Eröffnung des Vienna International Centre 1979, einer von vier Amtssitzen der UNO, unterstreicht die starke Verflechtung Österreichs mit den Vereinten Nationen.

### Sicherheitsrat
Vor allem durch „sparsame Erwähnung seines besonderen Status“ stellte die Neutralität Österreichs immer weniger ein Problem dar. Die Regierung Kreisky beschloss daher im Frühjahr 1970 sich als Nichtständiges Mitglied im Sicherheitsrat zu bewerben, denn nur dieses Gremium ist mit bindender Entscheidungsgewalt ausgestattet. Dieser Entschluss war innenpolitisch durchaus umstritten, repräsentiert jedoch nur eine konsequente Fortführung der österreichischen Neutralitätsinterpretation.
Am 20. Oktober 1972 wurde Österreich für die Periode 1973/74 als Nichtständiges Mitglied in den Sicherheitsrat gewählt. Der Delegationschef Peter Jankowitsch definierte die zu erwartende Politik des Landes in einer Neutralitätserklärung als engagiert, jedoch unparteiisch.
Diese erste Delegation musste sich unter anderem mit dem Jom-Kippur-Krieg (Oktober 1973) und der Zypernkrise (1974) beschäftigen und bezog immer klar und deutlich Stellung und enthielt sich nur zweimal der Stimme.
Im Zuge der Kandidatur für eine zweite Periode als Nichtständiges Mitglied wurde die geplante österreichische Rolle 1990 im Angesicht des sich wandelnden Europas als aktiver Vermittler mit Brücken-, Dialog- und Kompromissfunktion umrissen. 1991 zog Österreich wieder für zwei Jahre in den Sicherheitsrat ein. Zu dieser Zeit stand eine militärische Entscheidung im Zweiten Golfkrieg zwischen dem Aggressor Irak und der internationalen Staatengemeinschaft an. Neben einer Reihe von Regionalkonflikten fiel in diese Phase auch die Krise in Jugoslawien, also in direkter Nachbarschaft. Im Angesicht dieser gefährlichen Krisensituationen stimmte Österreich allen 116 vom Rat verabschiedeten Resolutionen zu.
Österreich hat sich für die Periode 2009/2010 wieder um einen Sitz als nichtständiges Mitglied im Sicherheitsrat bemüht und setzte sich bereits im ersten Wahlgang mit 133 Stimmen gegen die Mitbewerber Island und Türkei durch. Letztere wurde im zweiten Wahlgang für den zweiten zu besetzenden nichtständigen Sicherheitsratssitz gewählt.
Aktuell bewirbt sich Österreich für die Periode 2027/2028 wieder für einen nichtständigen Sitz im Sicherheitsrat.